# Paromalus elongatus
Paromalus elongatus är en skalbaggsart som först beskrevs av Lewis 1907.  Paromalus elongatus ingår i släktet Paromalus och familjen stumpbaggar. Inga underarter finns listade i Catalogue of Life.